# Torneo Clausura 2011 Liga de Ascenso
El Torneo Clausura 2011 Liga de Ascenso fue el 32.º torneo de la Liga de Ascenso de México. El campeón de este torneo, Irapuato, se enfrentó a Club Tijuana (campeón del Torneo Apertura 2010) en la final por el ascenso a la Primera División a finales de mayo de 2011. Finalmente, con un marcador global 2:1, Club Tijuana derrotó a Irapuato ascendiendo así a la Primera División en sustitución del club Necaxa, donde habría de participar a partir del Torneo Apertura 2011.

## Sistema de competición
Básicamente el sistema de calificación de este torneo es el mismo del Apertura 2010, desarrollándose en dos fases:
- Fase de calificación: Que se integra por las 17 jornadas del torneo.
- Fase final: Que se integra por los partidos de ida y vuelta, de semifinal y final.

### Fase regular de calificación
En la fase de calificación —del 7 de enero al 24 de abril de 2011— participaron 17 clubes de la Liga de Ascenso profesional y no 18 como es común, ya que el club Guerreros de Hermosillo fue desafiliado por la Federación Mexicana de Fútbol, pues incurrió en «incumplimiento en el pago a jugadores y a otros clubes, no cubrió sus obligaciones y cuotas en la federación, y no contaba con un estadio en condiciones adecuadas», así que se jugó todos contra todos excepto un club cada jornada (el cual tendrá un descanso), durante las 17 jornadas respectivas, a un solo partido. La ubicación en la tabla general y en la tabla grupos estuvo sujeta a lo siguiente:
- Por juego ganado se obtendrán tres puntos.
- Por juego empatado se obtendrá un punto.
- Por juego perdido no se otorgan puntos.

El orden de los clubes al final de la fase de calificación del torneo correspondió a la suma de los puntos obtenidos por cada uno de ellos y se presentó en forma descendente. Si al finalizar las 17 jornadas, se hubiese dado el caso de dos o más clubes empatados en puntos, su posición en la tabla general sería determinada atendiendo a los siguientes criterios de desempate:
1. Mejor diferencia entre los goles anotados y recibidos.
2. Mayor número de goles anotados.
3. Marcadores particulares entre los clubes empatados.
4. Mayor número de goles anotados como visitante.
5. Sorteo.

### Fase final
Los siete clubes calificados para la fase final del torneo fueron reubicados de acuerdo con el lugar que ocuparon en la tabla general al término de la jornada 17, correspondiéndole el puesto número uno al club mejor clasificado, y así sucesivamente hasta el número siete. No obstante, el club Tiburones Rojos fue sancionado por la Federación Mexicana de Fútbol al no cubrir sus adeudos con dicho organismo, como ocurriera con el club Guerreros de Hermosillo al principio de este torneo. Debido a que Tiburones Rojos ocupaba el puesto número cinco, obtenía el pase a la fase de liguilla/fase final del torneo, sin embargo la sanción consistió en desafiliar el club de la Federación por lo que, lógicamente, no se le permitió jugar dicha ronda, y su lugar fue ocupado por el club Dorados, que era el inmediato candidato de la tabla al ocupar el octavo sitio de la clasificación general. Cabe señalarse que esta decisión se determinó justo en el día en que finalizó la fase regular (24 de abril), tras a un últimatum que la Federación le había hecho a Tiburones Rojos respecto a cubrir sus deudas para el miércoles 20 de abril, o de lo contrario se verían imposibilitados de jugar la liguilla aun cuando se hicieran acreedores a ello por su clasificación en la tabla. Se dio a conocer además que la escuadra será puesta a la venta para cubrir así las deudas al personal técnico y jugadores del club, una vez que se desafilió oficialmente de la Federación.
Los partidos correspondientes a la fase final se desarrollaron a visita recíproca y los equipos mejor ubicados fueron quienes recibieron el partido de vuelta, en las siguientes etapas:
- El primer lugar pasó directo a semifinales
- Semifinales.
- Final.

En esta fase, en caso de empate en el marcador global (resultado del partido de ida y del partido de vuelta) el equipo mejor ubicado en la tabla general de la fase de calificación sería el que avanzaba a la siguiente etapa. En cuanto a la final, en caso de empate en el marcador global, se añadirían dos periodos de 15 minutos y, en caso de mantenerse la igualada, se procedería a los tiros penales.

## Equipos participantes

### Equipos por entidad federativa
| Estado           | N.º | Equipos                     |
| ---------------- | --- | --------------------------- |
| Guanajuato       | 2   | Irapuato y León             |
| Veracruz         | 2   | Albinegros y Veracruz       |
| Tamaulipas       | 2   | Altamira y Correcaminos UAT |
| Estado de México | 1   | Atlante UTN                 |
| Michoacán        | 1   | La Piedad                   |
| Sinaloa          | 1   | Dorados                     |
| Puebla           | 1   | Lobos BUAP                  |
| Hidalgo          | 1   | Cruz Azul Hidalgo           |
| Morelos          | 1   | Pumas Morelos               |
| Durango          | 1   | Alacranes                   |
| Jalisco          | 1   | Leones Negros               |
| Baja California  | 1   | Tijuana                     |
| Yucatán          | 1   | Mérida                      |
| Chihuahua        | 1   | Indios                      |

### Información de los equipos participantes
| Club                                          | Ciudad                           | Entrenador          | Estadio                 | Aforo  |
| --------------------------------------------- | -------------------------------- | ------------------- | ----------------------- | ------ |
| Altamira                                      | Altamira, Tamaulipas             | Sergio Rubio        | Altamira                | 13,500 |
| Cruz Azul Hidalgo                             | Jasso, Hidalgo                   | Carlos Jara Saguier | 10 de diciembre         | 17,000 |
| Correcaminos UAT                              | Ciudad Victoria, Tamaulipas      | Jorge Almirón       | Marte R. Gómez          | 18,000 |
| Dorados                                       | Culiacán, Sinaloa                | Ricardo Rayas       | Banorte                 | 23,000 |
| Alacranes de Durango                          | Durango, Durango                 | Reinaldo Lima       | Francisco Zarco         | 14,500 |
| Indios                                        | Ciudad Juárez, Chihuahua         | Gabino Amparán      | Olímpico Benito Juárez  | 22,300 |
| Irapuato                                      | Irapuato, Guanajuato             | Ignacio Rodríguez   | Sergio León Chávez      | 35,000 |
| La Piedad                                     | La Piedad, Michoacán             | Fernando Palomeque  | Juan N. López           | 18,000 |
| León                                          | León, Guanajuato                 | Milton Queiroz      | León                    | 35,000 |
| Lobos BUAP                                    | Puebla, Puebla                   | Jorge Aravena       | Cuauhtémoc              | 42.684 |
| Mérida FC                                     | Mérida, Yucatán                  | Mario García        | Carlos Iturralde Rivero | 28,000 |
| Albinegros                                    | Orizaba, Veracruz                | Cristóbal Ortega    | Socum                   | 10,000 |
| Atlante UTN                                   | Nezahualcóyotl, Estado de México | David Patiño        | Neza 86                 | 21,000 |
| Pumas Morelos                                 | Cuernavaca, Morelos              | Enrique López Zarza | Centenario              | 7,800  |
| Club Tijuana                                  | Tijuana, Baja California         | Joaquín del Olmo    | Caliente                | 33,340 |
| Leones Negros                                 | Guadalajara, Jalisco             | Héctor Medrano      | Jalisco                 | 60,000 |
| Tiburones Rojos                               | Veracruz, Veracruz               | Omar Arellano       | Luis "Pirata" Fuente    | 30,000 |
| Datos actualizados el 7 de diciembre de 2010. |                                  |                     |                         |        |

## Tabla general
| Pos. | Equipo            | Pts. | PJ | G  | E | P  | GF | GC | Dif. | Clasificación                   |
| ---- | ----------------- | ---- | -- | -- | - | -- | -- | -- | ---- | ------------------------------- |
| 1    | León              | 34   | 16 | 10 | 4 | 2  | 30 | 16 | +14  | Semifinales de la liguilla      |
| 2    | Irapuato (C)      | 33   | 16 | 10 | 3 | 3  | 28 | 16 | +12  | Cuartos de final de la liguilla |
| 3    | Atlante UTN       | 29   | 16 | 8  | 5 | 3  | 19 | 12 | +7   | Cuartos de final de la liguilla |
| 4    | Tijuana           | 26   | 16 | 7  | 5 | 4  | 23 | 18 | +5   | Cuartos de final de la liguilla |
| 5    | Veracruz          | 26   | 16 | 7  | 5 | 4  | 18 | 14 | +4   | Desafiliado                     |
| 6    | Cruz Azul Hidalgo | 24   | 16 | 6  | 6 | 4  | 24 | 18 | +6   | Cuartos de final de la liguilla |
| 7    | Correcaminos UAT  | 24   | 16 | 7  | 3 | 6  | 25 | 21 | +4   | Cuartos de final de la liguilla |
| 8    | Dorados           | 24   | 16 | 6  | 6 | 4  | 22 | 21 | +1   | Cuartos de final de la liguilla |
| 9    | Altamira          | 21   | 16 | 6  | 3 | 7  | 17 | 22 | −5   |                                 |
| 10   | Indios            | 20   | 16 | 6  | 2 | 8  | 14 | 20 | −6   |                                 |
| 11   | Pumas Morelos     | 19   | 16 | 6  | 1 | 9  | 18 | 24 | −6   |                                 |
| 12   | Albinegros        | 18   | 16 | 4  | 6 | 6  | 15 | 17 | −2   |                                 |
| 13   | Venados           | 16   | 16 | 3  | 7 | 6  | 17 | 21 | −4   |                                 |
| 14   | La Piedad         | 15   | 16 | 3  | 6 | 7  | 14 | 21 | −7   |                                 |
| 15   | Lobos BUAP        | 15   | 16 | 4  | 3 | 9  | 26 | 34 | −8   |                                 |
| 16   | Leones Negros     | 14   | 16 | 2  | 8 | 6  | 20 | 24 | −4   |                                 |
| 17   | Durango           | 12   | 16 | 3  | 3 | 10 | 16 | 27 | −11  | Desafiliado                     |

 Fuente: [cita requerida]
Notas:
1. ↑  Veracruz fue descalificado de la liguilla por los adeudos del equipo. Su lugar fue ocupado por Dorados. Posteriormente fue desafiliado.
2. ↑  Leones Negros debía descender a la Liga Premier, pero gracias a la desafiliación de Guerreros al finalizar el Apertura 2010, el descenso fue anulado.
3. ↑  Durango fue desafiliado por problemas económicos y con su directiva.

## Tabla de descenso
En este año futbolístico no hubo descenso ante la desafiliación de Guerreros de Hermosillo al finalizar el Apertura 2010. Todos los puntos, goles a favor y en contra conseguidos en los partidos ante Guerreros de Hermosillo, no tendrán validez para la tabla de cocientes.
| Pos. | Equipo            | A-2008           | C-2009           | A-2009           | B-2010           | A-2010 | C-2011 | Puntos | PJ | Dif. | Cociente |
| ---- | ----------------- | ---------------- | ---------------- | ---------------- | ---------------- | ------ | ------ | ------ | -- | ---- | -------- |
| 1.   | Tijuana           | 32               | 33               | 20               | 27               | 37     | 26     | 175    | 96 | +49  | 1.8229   |
| 2.   | León              | 35               | 23               | 21               | 34               | 25     | 34     | 172    | 96 | +44  | 1.7917   |
| 3.   | Irapuato          | 30               | 20               | 32               | 23               | 24     | 33     | 162    | 96 | +33  | 1.6875   |
| 4.   | Veracruz          | 28               | 30               | 28               | 15               | 24     | 26     | 151    | 96 | +28  | 1.5729   |
| 5.   | Cruz Azul Hidalgo | 24               | 27               | 25               | 23               | 22     | 24     | 145    | 96 | +29  | 1.5104   |
| 6.   | Pumas Morelos     | 35               | 24               | 21               | 26               | 19     | 19     | 144    | 96 | +22  | 1.5000   |
| 7.   | Lobos BUAP        | 21               | 25               | 28               | 24               | 27     | 15     | 140    | 96 | +4   | 1.4583   |
| 8.   | Indios            | Primera División | Primera División | Primera División | Primera División | 26     | 20     | 46     | 32 | −5   | 1.4375   |
| 9.   | Dorados           | 15               | 31               | 26               | 19               | 22     | 24     | 137    | 96 | +1   | 1.4271   |
| 10.  | Mérida            | 32               | 30               | 24               | 22               | 12     | 16     | 136    | 96 | +13  | 1.4167   |
| 11.  | Correcaminos UAT  | 31               | 20               | 19               | 24               | 15     | 24     | 133    | 96 | +10  | 1.3854   |
| 12.  | Altamira          | Liga Premier     | Liga Premier     | Liga Premier     | Liga Premier     | 23     | 21     | 44     | 32 | −2   | 1.3750   |
| 13.  | Durango           | 20               | 25               | 20               | 15               | 27     | 12     | 119    | 96 | −8   | 1.2396   |
| 14.  | La Piedad         | 13               | 26               | 18               | 25               | 18     | 15     | 115    | 96 | −25  | 1.1979   |
| 15.  | Orizaba           | 19               | 20               | 13               | 22               | 22     | 18     | 114    | 96 | −5   | 1.1875   |
| 16.  | Atlante UTN       | 11               | 21               | 24               | 17               | 9      | 29     | 111    | 96 | −18  | 1.1563   |
| 17.  | Leones Negros     | 19               | 12               | 13               | 13               | 18     | 14     | 89     | 96 | −45  | 0.9271   |

## Torneo regular
- Los horarios son correspondientes al Tiempo del Centro de México (UTC-6 y UTC-5 en horario de verano).[5]

| Jornada 1     | Jornada 1 | Jornada 1         | Jornada 1               | Jornada 1   | Jornada 1 | Jornada 1 |
| Local         | Resultado | Visitante         | Estadio                 | Fecha       | Hora      |           |
| ------------- | --------- | ----------------- | ----------------------- | ----------- | --------- | --------- |
| Altamira      | 1 - 0     | La Piedad         | Altamira                | 7 de enero  | 19:00     |           |
| Orizaba       | 0 - 1     | Correcaminos      | Luis "Pirata" Fuente    | 8 de enero  | 18:00     |           |
| Durango       | 0 - 1     | Cruz Azul Hidalgo | Francisco Zarco         | 8 de enero  | 19:00     |           |
| León          | 1 - 1     | Atlante UTN       | León                    | 8 de enero  | 20:00     |           |
| Dorados       | 0 - 4     | Irapuato          | Banorte                 | 8 de enero  | 20:00     |           |
| Leones Negros | 1 - 1     | Tijuana           | Jalisco                 | 25 de enero | 20:45     |           |
| Lobos BUAP    | 0 - 1     | Veracruz          | Cuauhtémoc              | 10 de marzo | 12:00     |           |
| Mérida        | 2 - 0     | Pumas Morelos     | Carlos Iturralde Rivero | 30 de marzo | 20:00     |           |
| DESCANSO:     | DESCANSO: | DESCANSO:         | Indios                  | Indios      | Indios    |           |

| Jornada 2         | Jornada 2 | Jornada 2     | Jornada 2              | Jornada 2   | Jornada 2 | Jornada 2 |
| Local             | Resultado | Visitante     | Estadio                | Fecha       | Hora      |           |
| ----------------- | --------- | ------------- | ---------------------- | ----------- | --------- | --------- |
| Correcaminos      | 4 - 1     | Lobos BUAP    | Marte R. Gómez         | 14 de enero | 20:30     |           |
| Pumas Morelos     | 4 - 2     | Durango       | Centenario             | 15 de enero | 16:00     |           |
| Indios            | 2 - 1     | Altamira      | Olímpico Benito Juárez | 15 de enero | 19:00     |           |
| Veracruz          | 0 - 0     | Leones Negros | Luis "Pirata" Fuente   | 15 de enero | 19:00     |           |
| Irapuato          | 2 - 2     | Mérida        | Sergio León Chávez     | 15 de enero | 19:00     |           |
| Atlante UTN       | 1 - 1     | Dorados       | Neza 86                | 16 de enero | 12:00     |           |
| Cruz Azul Hidalgo | 0 - 0     | Orizaba       | 10 de diciembre        | 16 de enero | 12:00     |           |
| La Piedad         | 0 - 2     | León          | Juan N. López          | 16 de enero | 16:00     |           |
| DESCANSO:         | DESCANSO: | DESCANSO:     | Tijuana                | Tijuana     | Tijuana   |           |

| Jornada 3    | Jornada 3 | Jornada 3         | Jornada 3               | Jornada 3     | Jornada 3     | Jornada 3 |
| Local        | Resultado | Visitante         | Estadio                 | Fecha         | Hora          |           |
| ------------ | --------- | ----------------- | ----------------------- | ------------- | ------------- | --------- |
| Altamira     | 1 - 0     | Tijuana           | Altamira                | 21 de enero   | 19:00         |           |
| Correcaminos | 1 - 0     | Veracruz          | Marte R. Gómez          | 21 de enero   | 20:30         |           |
| Lobos BUAP   | 2 - 4     | Cruz Azul Hidalgo | Cuauhtémoc              | 22 de enero   | 12:00         |           |
| Orizaba      | 2 - 0     | Pumas Morelos     | Luis "Pirata" Fuente    | 22 de enero   | 18:00         |           |
| Durango      | 2 - 3     | Irapuato          | Francisco Zarco         | 22 de enero   | 19:00         |           |
| Mérida       | 0 - 0     | Atlante UTN       | Carlos Iturralde Rivero | 22 de enero   | 19:05         |           |
| León         | 1 - 0     | Indios            | León                    | 22 de enero   | 20:00         |           |
| Dorados      | 2 - 0     | La Piedad         | Banorte                 | 22 de enero   | 20:00         |           |
| DESCANSO:    | DESCANSO: | DESCANSO:         | Leones Negros           | Leones Negros | Leones Negros |           |

| Jornada 4         | Jornada 4 | Jornada 4    | Jornada 4              | Jornada 4   | Jornada 4 | Jornada 4 |
| Local             | Resultado | Visitante    | Estadio                | Fecha       | Hora      |           |
| ----------------- | --------- | ------------ | ---------------------- | ----------- | --------- | --------- |
| Pumas Morelos     | 4 - 1     | Lobos BUAP   | Centenario             | 29 de enero | 16:00     |           |
| Indios            | 0 - 2     | Dorados      | Olímpico Benito Juárez | 29 de enero | 19:00     |           |
| Irapuato          | 2 - 2     | Orizaba      | Sergio León Chávez     | 29 de enero | 19:00     |           |
| Leones Negros     | 1 - 1     | Altamira     | Jalisco                | 30 de enero | 12:00     |           |
| Atlante UTN       | 0 - 1     | Durango      | Neza 86                | 30 de enero | 12:00     |           |
| Cruz Azul Hidalgo | 2 - 2     | Correcaminos | 10 de diciembre        | 30 de enero | 12:00     |           |
| Tijuana           | 3 - 3     | León         | Caliente               | 30 de enero | 15:00     |           |
| La Piedad         | 1 - 1     | Mérida       | Juan N. López          | 30 de enero | 16:00     |           |
| DESCANSO:         | DESCANSO: | DESCANSO:    | Veracruz               | Veracruz    | Veracruz  |           |

| Jornada 5         | Jornada 5 | Jornada 5     | Jornada 5               | Jornada 5    | Jornada 5 | Jornada 5 |
| Local             | Resultado | Visitante     | Estadio                 | Fecha        | Hora      |           |
| ----------------- | --------- | ------------- | ----------------------- | ------------ | --------- | --------- |
| Correcaminos      | 2 - 0     | Pumas Morelos | Marte R. Gómez          | 4 de febrero | 20:30     |           |
| Lobos BUAP        | 3 - 1     | Irapuato      | Cuauhtémoc              | 5 de febrero | 12:00     |           |
| Orizaba           | 0 - 1     | Atlante UTN   | Luis "Pirata" Fuente    | 5 de febrero | 18:00     |           |
| Durango           | 0 - 1     | La Piedad     | Francisco Zarco         | 5 de febrero | 19:00     |           |
| Dorados           | 2 - 2     | Tijuana       | Banorte                 | 5 de febrero | 20:00     |           |
| León              | 2 - 0     | Leones Negros | León                    | 5 de febrero | 20:00     |           |
| Cruz Azul Hidalgo | 1 - 2     | Veracruz      | 10 de diciembre         | 6 de febrero | 12:00     |           |
| Mérida            | 0 - 1     | Indios        | Carlos Iturralde Rivero | 7 de febrero | 17:00     |           |
| DESCANSO:         | DESCANSO: | DESCANSO:     | Altamira                | Altamira     | Altamira  |           |

| Jornada 6     | Jornada 6 | Jornada 6         | Jornada 6              | Jornada 6     | Jornada 6 | Jornada 6 |
| Local         | Resultado | Visitante         | Estadio                | Fecha         | Hora      |           |
| ------------- | --------- | ----------------- | ---------------------- | ------------- | --------- | --------- |
| Leones Negros | 2 - 2     | Dorados           | Jalisco                | 11 de febrero | 20:45     |           |
| La Piedad     | 1 - 2     | Orizaba           | Juan N. López          | 12 de febrero | 16:00     |           |
| Pumas Morelos | 1 - 2     | Cruz Azul Hidalgo | Centenario             | 12 de febrero | 16:00     |           |
| Indios        | 1 - 2     | Durango           | Olímpico Benito Juárez | 12 de febrero | 19:00     |           |
| Veracruz      | 3 - 1     | Altamira          | Luis "Pirata" Fuente   | 12 de febrero | 19:00     |           |
| Irapuato      | 2 - 0     | Correcaminos      | Sergio León Chávez     | 12 de febrero | 19:00     |           |
| Atlante UTN   | 1 - 0     | Lobos BUAP        | Neza 86                | 13 de febrero | 12:00     |           |
| Tijuana       | 2 - 2     | Mérida            | Caliente               | 13 de febrero | 15:00     |           |
| DESCANSO:     | DESCANSO: | DESCANSO:         | León                   | León          | León      |           |

| Jornada 7         | Jornada 7 | Jornada 7     | Jornada 7               | Jornada 7     | Jornada 7 | Jornada 7 |
| Local             | Resultado | Visitante     | Estadio                 | Fecha         | Hora      |           |
| ----------------- | --------- | ------------- | ----------------------- | ------------- | --------- | --------- |
| Lobos BUAP        | 2 - 2     | La Piedad     | Cuauhtémoc              | 16 de febrero | 12:00     |           |
| Pumas Morelos     | 2 - 1     | Veracruz      | Centenario              | 16 de febrero | 16:00     |           |
| Cruz Azul Hidalgo | 0 - 0     | Irapuato      | 10 de diciembre         | 16 de febrero | 16:00     |           |
| Orizaba           | 1 - 0     | Indios        | Luis "Pirata" Fuente    | 16 de febrero | 18:00     |           |
| Mérida            | 0 - 2     | Leones Negros | Carlos Iturralde Rivero | 16 de febrero | 19:00     |           |
| Durango           | 0 - 2     | Tijuana       | Francisco Zarco         | 16 de febrero | 19:00     |           |
| León              | 3 - 1     | Altamira      | León                    | 16 de febrero | 20:00     |           |
| Correcaminos      | 1 - 1     | Atlante UTN   | Marte R. Gómez          | 16 de febrero | 20:30     |           |
| DESCANSO:         | DESCANSO: | DESCANSO:     | Dorados                 | Dorados       | Dorados   |           |

| Jornada 8     | Jornada 8 | Jornada 8         | Jornada 8              | Jornada 8     | Jornada 8 | Jornada 8 |
| Local         | Resultado | Visitante         | Estadio                | Fecha         | Hora      |           |
| ------------- | --------- | ----------------- | ---------------------- | ------------- | --------- | --------- |
| Altamira      | 1 - 0     | Dorados           | Altamira               | 19 de febrero | 16:00     |           |
| Indios        | 1 - 0     | Lobos BUAP        | Olímpico Benito Juárez | 19 de febrero | 19:00     |           |
| Veracruz      | 1 - 1     | León              | Luis "Pirata" Fuente   | 19 de febrero | 19:00     |           |
| Irapuato      | 2 - 0     | Pumas Morelos     | Sergio León Chávez     | 19 de febrero | 19:00     |           |
| Leones Negros | 0 - 0     | Durango           | Jalisco                | 20 de febrero | 12:00     |           |
| Atlante UTN   | 3 - 2     | Cruz Azul Hidalgo | Neza 86                | 20 de febrero | 12:00     |           |
| Tijuana       | 0 - 0     | Orizaba           | Caliente               | 20 de febrero | 15:00     |           |
| La Piedad     | 2 - 1     | Correcaminos      | Juan N. López          | 20 de febrero | 16:00     |           |
| DESCANSO:     | DESCANSO: | DESCANSO:         | Mérida                 | Mérida        | Mérida    |           |

| Jornada 9         | Jornada 9 | Jornada 9     | Jornada 9               | Jornada 9     | Jornada 9 | Jornada 9 |
| Local             | Resultado | Visitante     | Estadio                 | Fecha         | Hora      |           |
| ----------------- | --------- | ------------- | ----------------------- | ------------- | --------- | --------- |
| Correcaminos      | 4 - 0     | Indios        | Marte R. Gómez          | 25 de febrero | 20:30     |           |
| Pumas Morelos     | 0 - 2     | Atlante UTN   | Centenario              | 26 de febrero | 16:00     |           |
| Orizaba           | 2 - 2     | Leones Negros | Luis "Pirata" Fuente    | 26 de febrero | 18:00     |           |
| Mérida            | 2 - 0     | Altamira      | Carlos Iturralde Rivero | 26 de febrero | 19:05     |           |
| Irapuato          | 0 - 1     | Veracruz      | Sergio León Chávez      | 26 de febrero | 19:15     |           |
| Dorados           | 1 - 1     | León          | Banorte                 | 26 de febrero | 20:00     |           |
| Cruz Azul Hidalgo | 1 - 1     | La Piedad     | 10 de diciembre         | 27 de febrero | 12:00     |           |
| Lobos BUAP        | 1 - 2     | Tijuana       | Cuauhtémoc              | 27 de febrero | 12:00     |           |
| DESCANSO:         | DESCANSO: | DESCANSO:     | Durango                 | Durango       | Durango   |           |

| Jornada 10    | Jornada 10 | Jornada 10        | Jornada 10             | Jornada 10 | Jornada 10 | Jornada 10 |
| Local         | Resultado  | Visitante         | Estadio                | Fecha      | Hora       |            |
| ------------- | ---------- | ----------------- | ---------------------- | ---------- | ---------- | ---------- |
| Altamira      | 2 - 1      | Durango           | Altamira               | 4 de marzo | 19:00      |            |
| Veracruz      | 2 - 1      | Dorados           | Luis "Pirata" Fuente   | 4 de marzo | 20:00      |            |
| Leones Negros | 3 - 3      | Lobos BUAP        | Jalisco                | 4 de marzo | 20:45      |            |
| Indios        | 1 - 1      | Cruz Azul Hidalgo | Olímpico Benito Juárez | 5 de marzo | 19:00      |            |
| León          | 1 - 0      | Mérida            | León                   | 5 de marzo | 20:00      |            |
| Atlante UTN   | 0 - 1      | Irapuato          | Neza 86                | 6 de marzo | 12:00      |            |
| Tijuana       | 2 - 1      | Correcaminos      | Caliente               | 6 de marzo | 15:00      |            |
| La Piedad     | 0 - 1      | Pumas Morelos     | Juan N. López          | 6 de marzo | 16:00      |            |
| DESCANSO:     | DESCANSO:  | DESCANSO:         | Orizaba                | Orizaba    | Orizaba    |            |

| Jornada 11        | Jornada 11 | Jornada 11    | Jornada 11              | Jornada 11  | Jornada 11 | Jornada 11 |
| Local             | Resultado  | Visitante     | Estadio                 | Fecha       | Hora       |            |
| ----------------- | ---------- | ------------- | ----------------------- | ----------- | ---------- | ---------- |
| Correcaminos      | 2 - 3      | Leones Negros | Marte R. Gómez          | 11 de marzo | 20:30      |            |
| Pumas Morelos     | 0 - 0      | Indios        | Centenario              | 12 de marzo | 16:00      |            |
| Orizaba           | 0 - 1      | Altamira      | Luis "Pirata" Fuente    | 12 de marzo | 18:00      |            |
| Irapuato          | 2 - 1      | La Piedad     | Sergio León Chávez      | 12 de marzo | 19:00      |            |
| Durango           | 2 - 0      | León          | Francisco Zarco         | 12 de marzo | 19:00      |            |
| Mérida            | 1 - 1      | Dorados       | Carlos Iturralde Rivero | 12 de marzo | 19:05      |            |
| Cruz Azul Hidalgo | 1 - 2      | Tijuana       | 10 de diciembre         | 13 de marzo | 12:00      |            |
| Atlante UTN       | 1 - 0      | Veracruz      | Neza 86                 | 13 de marzo | 12:00      |            |
| DESCANSO:         | DESCANSO:  | DESCANSO:     | Lobos BUAP              | Lobos BUAP  | Lobos BUAP |            |

| Jornada 12    | Jornada 12 | Jornada 12        | Jornada 12             | Jornada 12   | Jornada 12   | Jornada 12 |
| Local         | Resultado  | Visitante         | Estadio                | Fecha        | Hora         |            |
| ------------- | ---------- | ----------------- | ---------------------- | ------------ | ------------ | ---------- |
| Altamira      | 2 - 2      | Lobos BUAP        | Altamira               | 18 de marzo  | 19:00        |            |
| Leones Negros | 1 - 2      | Cruz Azul Hidalgo | Jalisco                | 18 de marzo  | 20:45        |            |
| Indios        | 1 - 2      | Irapuato          | Olímpico Benito Juárez | 19 de marzo  | 18:00        |            |
| Veracruz      | 2 - 1      | Mérida            | Luis "Pirata" Fuente   | 19 de marzo  | 19:00        |            |
| Dorados       | 2 - 1      | Durango           | Banorte                | 19 de marzo  | 20:00        |            |
| León          | 2 - 0      | Orizaba           | León                   | 19 de marzo  | 20:00        |            |
| Tijuana       | 2 - 0      | Pumas Morelos     | Caliente               | 20 de marzo  | 14:00        |            |
| La Piedad     | 0 - 0      | Atlante UTN       | Juan N. López          | 20 de marzo  | 16:00        |            |
| DESCANSO:     | DESCANSO:  | DESCANSO:         | Correcaminos           | Correcaminos | Correcaminos |            |

| Jornada 13    | Jornada 13 | Jornada 13    | Jornada 13           | Jornada 13        | Jornada 13        | Jornada 13 |
| Local         | Resultado  | Visitante     | Estadio              | Fecha             | Hora              |            |
| ------------- | ---------- | ------------- | -------------------- | ----------------- | ----------------- | ---------- |
| Correcaminos  | 2 - 1      | Altamira      | Marte R. Gómez       | 25 de marzo       | 20:30             |            |
| Pumas Morelos | 1 - 0      | Leones Negros | Centenario           | 26 de marzo       | 16:00             |            |
| La Piedad     | 1 - 1      | Veracruz      | Juan N. López        | 26 de marzo       | 16:00             |            |
| Orizaba       | 2 - 3      | Dorados       | Luis "Pirata" Fuente | 26 de marzo       | 18:00             |            |
| Durango       | 1 - 1      | Mérida        | Francisco Zarco      | 26 de marzo       | 19:00             |            |
| Irapuato      | 2 - 0      | Tijuana       | Sergio León Chávez   | 26 de marzo       | 19:10             |            |
| Atlante UTN   | 3 - 1      | Indios        | Neza 86              | 27 de marzo       | 12:00             |            |
| Lobos BUAP    | 2 - 3      | León          | Cuauhtémoc           | 27 de marzo       | 12:00             |            |
| DESCANSO:     | DESCANSO:  | DESCANSO:     | Cruz Azul Hidalgo    | Cruz Azul Hidalgo | Cruz Azul Hidalgo |            |

| Jornada 14    | Jornada 14 | Jornada 14        | Jornada 14              | Jornada 14    | Jornada 14    | Jornada 14 |
| Local         | Resultado  | Visitante         | Estadio                 | Fecha         | Hora          |            |
| ------------- | ---------- | ----------------- | ----------------------- | ------------- | ------------- | ---------- |
| Altamira      | 0 - 0      | Cruz Azul Hidalgo | Altamira                | 1 de abril    | 19:00         |            |
| Leones Negros | 1 - 2      | Irapuato          | Jalisco                 | 1 de abril    | 20:45         |            |
| Indios        | 2 - 0      | La Piedad         | Olímpico Benito Juárez  | 2 de abril    | 18:00         |            |
| Veracruz      | 2 - 2      | Durango           | Luis "Pirata" Fuente    | 2 de abril    | 19:00         |            |
| Mérida        | 1 - 1      | Orizaba           | Carlos Iturralde Rivero | 2 de abril    | 19:05         |            |
| León          | 4 - 0      | Orizaba           | León                    | 2 de abril    | 20:00         |            |
| Dorados       | 2 - 1      | Lobos BUAP        | Banorte                 | 2 de abril    | 20:00         |            |
| Tijuana       | 2 - 0      | Atlante UTN       | Caliente                | 3 de abril    | 15:00         |            |
| DESCANSO:     | DESCANSO:  | DESCANSO:         | Pumas Morelos           | Pumas Morelos | Pumas Morelos |            |

| Jornada 15        | Jornada 15 | Jornada 15    | Jornada 15             | Jornada 15  | Jornada 15 | Jornada 15 |
| Local             | Resultado  | Visitante     | Estadio                | Fecha       | Hora       |            |
| ----------------- | ---------- | ------------- | ---------------------- | ----------- | ---------- | ---------- |
| Correcaminos      | 1 - 1      | La Piedad     | Marte R. Gómez         | 8 de abril  | 20:30      |            |
| Lobos BUAP        | 2 - 1      | Mérida        | Cuauhtémoc             | 9 de abril  | 12:00      |            |
| Pumas Morelos     | 1 - 2      | Altamira      | Centenario             | 9 de abril  | 16:00      |            |
| Indios            | 1 - 0      | Veracruz      | Olímpico Benito Juárez | 9 de abril  | 19:00      |            |
| Orizaba           | 1 - 0      | Durango       | Luis "Pirata" Fuente   | 9 de abril  | 19:00      |            |
| Atlante UTN       | 2 - 1      | Leones Negros | Neza 86                | 10 de abril | 12:00      |            |
| Cruz Azul Hidalgo | 2 - 1      | León          | 10 de diciembre        | 10 de abril | 12:00      |            |
| La Piedad         | 2 - 1      | Tijuana       | Juan N. López          | 10 de abril | 16:00      |            |
| DESCANSO:         | DESCANSO:  | DESCANSO:     | Irapuato               | Irapuato    | Irapuato   |            |

| Jornada 16    | Jornada 16 | Jornada 16        | Jornada 16              | Jornada 16  | Jornada 16  | Jornada 16 |
| Local         | Resultado  | Visitante         | Estadio                 | Fecha       | Hora        |            |
| ------------- | ---------- | ----------------- | ----------------------- | ----------- | ----------- | ---------- |
| Altamira      | 1 - 2      | Irapuato          | Altamira                | 15 de abril | 19:00       |            |
| Leones Negros | 2 - 2      | La Piedad         | Jalisco                 | 15 de abril | 20:45       |            |
| Orizaba       | 1 - 1      | Veracruz          | Luis "Pirata" Fuente    | 16 de abril | 19:00       |            |
| Durango       | 2 - 4      | Lobos BUAP        | Francisco Zarco         | 16 de abril | 19:00       |            |
| Mérida        | 2 - 0      | Correcaminos      | Carlos Iturralde Rivero | 16 de abril | 19:05       |            |
| León          | 3 - 2      | Pumas Morelos     | León                    | 16 de abril | 20:00       |            |
| Dorados       | 1 - 0      | Cruz Azul Hidalgo | Banorte                 | 16 de abril | 20:00       |            |
| Tijuana       | 2 - 1      | Indios            | Caliente                | 17 de abril | 15:00       |            |
| DESCANSO:     | DESCANSO:  | DESCANSO:         | Atlante UTN             | Atlante UTN | Atlante UTN |            |

| Jornada 17        | Jornada 17 | Jornada 17    | Jornada 17             | Jornada 17  | Jornada 17 | Jornada 17 |
| Local             | Resultado  | Visitante     | Estadio                | Fecha       | Hora       |            |
| ----------------- | ---------- | ------------- | ---------------------- | ----------- | ---------- | ---------- |
| Correcaminos      | 3 - 0      | Durango       | Marte R. Gómez         | 22 de abril | 20:30      |            |
| Pumas Morelos     | 2 - 1      | Dorados       | Centenario             | 23 de abril | 16:00      |            |
| Veracruz          | 1 - 0      | Tijuana       | Luis "Pirata" Fuente   | 23 de abril | 19:00      |            |
| Irapuato          | 1 - 2      | León          | Sergio León Chávez     | 23 de abril | 19:00      |            |
| Indios            | 2 - 1      | Leones Negros | Olímpico Benito Juárez | 23 de abril | 20:00      |            |
| Atlante UTN       | 3 - 1      | Altamira      | Neza 86                | 24 de abril | 12:00      |            |
| Lobos BUAP        | 2 - 1      | Orizaba       | Cuauhtémoc             | 24 de abril | 12:00      |            |
| Cruz Azul Hidalgo | 5 - 1      | Mérida        | 10 de diciembre        | 24 de abril | 12:00      |            |
| DESCANSO:         | DESCANSO:  | DESCANSO:     | La Piedad              | La Piedad   | La Piedad  |            |

## Liguilla
Los tres clubes mejor ubicados en la tabla general al término de la jornada 17 eligieron el día y la hora en que se llevarían a cabo sus partidos de cuartos de final —de acuerdo al reglamento de la Federación Mexicana de Fútbol, los partidos de ida serían en miércoles y en jueves, y los juegos de vuelta en sábado y domingo—. La reunión para determinar los horarios de los encuentros aconteció el 25 de abril de 2011. Cabe señalarse que el club León, al ser el de mayor cantidad de puntos al final de la fase regular del torneo, pasó directamente a las semifinales.
|  | Cuartos de final                                                        | Cuartos de final                                                        | Cuartos de final                                                        | Cuartos de final                                                        | Cuartos de final                                                        |   |   | Semifinales                                        | Semifinales                                        | Semifinales                                        | Semifinales                                        | Semifinales                                        |  |   | Final                                                | Final                                                | Final                                                | Final                                                | Final                                                |  |
|  | 27 y 28 de abril de 2011 (ida) 30 de abril y 1 de mayo de 2011 (vuelta) | 27 y 28 de abril de 2011 (ida) 30 de abril y 1 de mayo de 2011 (vuelta) | 27 y 28 de abril de 2011 (ida) 30 de abril y 1 de mayo de 2011 (vuelta) | 27 y 28 de abril de 2011 (ida) 30 de abril y 1 de mayo de 2011 (vuelta) | 27 y 28 de abril de 2011 (ida) 30 de abril y 1 de mayo de 2011 (vuelta) |   |   | 4 de mayo de 2011 (ida) 7 de mayo de 2011 (vuelta) | 4 de mayo de 2011 (ida) 7 de mayo de 2011 (vuelta) | 4 de mayo de 2011 (ida) 7 de mayo de 2011 (vuelta) | 4 de mayo de 2011 (ida) 7 de mayo de 2011 (vuelta) | 4 de mayo de 2011 (ida) 7 de mayo de 2011 (vuelta) |  |   | 11 de mayo de 2011 (ida) 14 de mayo de 2011 (vuelta) | 11 de mayo de 2011 (ida) 14 de mayo de 2011 (vuelta) | 11 de mayo de 2011 (ida) 14 de mayo de 2011 (vuelta) | 11 de mayo de 2011 (ida) 14 de mayo de 2011 (vuelta) | 11 de mayo de 2011 (ida) 14 de mayo de 2011 (vuelta) |  |
|  |                                                                         |                                                                         |                                                                         |                                                                         |                                                                         |   |   |                                                    |                                                    |                                                    |                                                    |                                                    |  |   |                                                      |                                                      |                                                      |                                                      |                                                      |  |
|  |                                                                         |                                                                         |                                                                         |                                                                         |                                                                         |   |   |                                                    |                                                    |                                                    |                                                    |                                                    |  |   |                                                      |                                                      |                                                      |                                                      |                                                      |  |
|  | 2                                                                       | Irapuato (*)                                                            | 0                                                                       | 1                                                                       | 1                                                                       |   |   |                                                    |                                                    |                                                    |                                                    |                                                    |  |   |                                                      |                                                      |                                                      |                                                      |                                                      |  |
|  | 2                                                                       | Irapuato (*)                                                            | 0                                                                       | 1                                                                       | 1                                                                       |   |   |                                                    |                                                    |                                                    |                                                    |                                                    |  |   |                                                      |                                                      |                                                      |                                                      |                                                      |  |
|  | 8                                                                       | Dorados                                                                 | 0                                                                       | 1                                                                       | 1                                                                       |   |   |                                                    |                                                    |                                                    |                                                    |                                                    |  |   |                                                      |                                                      |                                                      |                                                      |                                                      |  |
|  | 8                                                                       | Dorados                                                                 | 0                                                                       | 1                                                                       | 1                                                                       |   | 2 | Irapuato                                           | 0                                                  | 2                                                  | 2                                                  |                                                    |  |   |                                                      |                                                      |                                                      |                                                      |                                                      |  |
|  |                                                                         |                                                                         |                                                                         |                                                                         |                                                                         |   | 2 | Irapuato                                           | 0                                                  | 2                                                  | 2                                                  |                                                    |  |   |                                                      |                                                      |                                                      |                                                      |                                                      |  |
|  |                                                                         |                                                                         | 3                                                                       | Atlante UTN                                                             | 1                                                                       | 0 | 1 |                                                    |                                                    |                                                    |                                                    |                                                    |  |   |                                                      |                                                      |                                                      |                                                      |                                                      |  |
|  | 3                                                                       | Atlante UTN                                                             | 3                                                                       | Atlante UTN                                                             | 1                                                                       | 0 | 1 | 1                                                  | 1                                                  | 2                                                  |                                                    |                                                    |  |   |                                                      |                                                      |                                                      |                                                      |                                                      |  |
|  | 3                                                                       | Atlante UTN                                                             |                                                                         |                                                                         |                                                                         |   |   |                                                    |                                                    | 2                                                  |                                                    |                                                    |  |   |                                                      |                                                      |                                                      |                                                      |                                                      |  |
|  | 7                                                                       | Correcaminos UAT                                                        | 1                                                                       | 0                                                                       | 1                                                                       |   |   |                                                    |                                                    |                                                    |                                                    |                                                    |  |   |                                                      |                                                      |                                                      |                                                      |                                                      |  |
|  | 7                                                                       | Correcaminos UAT                                                        | 1                                                                       | 0                                                                       | 1                                                                       |   |   |                                                    |                                                    |                                                    |                                                    |                                                    |  | 2 | Irapuato                                             | 1                                                    | 1                                                    | 2                                                    |                                                      |  |
|  |                                                                         |                                                                         |                                                                         |                                                                         |                                                                         |   |   |                                                    |                                                    |                                                    |                                                    |                                                    |  | 2 | Irapuato                                             | 1                                                    | 1                                                    | 2                                                    |                                                      |  |
|  |                                                                         |                                                                         | 4                                                                       | Tijuana                                                                 | 1                                                                       | 0 | 1 |                                                    |                                                    |                                                    |                                                    |                                                    |  |   |                                                      |                                                      |                                                      |                                                      |                                                      |  |
|  |                                                                         |                                                                         | 4                                                                       | Tijuana                                                                 | 1                                                                       | 0 | 1 |                                                    |                                                    |                                                    |                                                    |                                                    |  |   |                                                      |                                                      |                                                      |                                                      |                                                      |  |
|  |                                                                         |                                                                         |                                                                         |                                                                         |                                                                         |   |   |                                                    |                                                    |                                                    |                                                    |                                                    |  |   |                                                      |                                                      |                                                      |                                                      |                                                      |  |
|  |                                                                         |                                                                         |                                                                         |                                                                         |                                                                         |   |   |                                                    |                                                    |                                                    |                                                    |                                                    |  |   |                                                      |                                                      |                                                      |                                                      |                                                      |  |
|  |                                                                         | 1                                                                       | León                                                                    | 0                                                                       | 0                                                                       | 0 |   |                                                    |                                                    |                                                    |                                                    |                                                    |  |   |                                                      |                                                      |                                                      |                                                      |                                                      |  |
|  |                                                                         |                                                                         |                                                                         |                                                                         |                                                                         | 0 |   |                                                    |                                                    |                                                    |                                                    |                                                    |  |   |                                                      |                                                      |                                                      |                                                      |                                                      |  |
|  |                                                                         |                                                                         | 4                                                                       | Tijuana                                                                 | 1                                                                       | 2 | 3 |                                                    |                                                    |                                                    |                                                    |                                                    |  |   |                                                      |                                                      |                                                      |                                                      |                                                      |  |
|  | 4                                                                       | Tijuana                                                                 | 4                                                                       | Tijuana                                                                 | 1                                                                       | 2 | 3 | 2                                                  | 5                                                  | 7                                                  |                                                    |                                                    |  |   |                                                      |                                                      |                                                      |                                                      |                                                      |  |
|  | 4                                                                       | Tijuana                                                                 |                                                                         |                                                                         |                                                                         |   |   |                                                    |                                                    | 7                                                  |                                                    |                                                    |  |   |                                                      |                                                      |                                                      |                                                      |                                                      |  |
|  | 6                                                                       | Cruz Azul Hidalgo                                                       | 2                                                                       | 1                                                                       | 3                                                                       |   |   |                                                    |                                                    |                                                    |                                                    |                                                    |  |   |                                                      |                                                      |                                                      |                                                      |                                                      |  |
|  | 6                                                                       | Cruz Azul Hidalgo                                                       | 2                                                                       | 1                                                                       | 3                                                                       |   |   |                                                    |                                                    |                                                    |                                                    |                                                    |  |   |                                                      |                                                      |                                                      |                                                      |                                                      |  |
|  |                                                                         |                                                                         |                                                                         |                                                                         |                                                                         |   |   |                                                    |                                                    |                                                    |                                                    |                                                    |  |   |                                                      |                                                      |                                                      |                                                      |                                                      |  |

- (*) Avanza por su posición en la tabla general.

- El ganador de este torneo se enfrentó a Club Tijuana (campeón del Apertura 2010) para ascender a la Primera División. En caso de que Club Tijuana hubiese ganado también el Clausura 2011, entonces ascendía directamente a la Primera División, sin necesidad de jugarse la final de ascenso.

- Debido a la desafiliacion del club Guerreros de Hermosillo, esta temporada no descendió ningún equipo, y ascendió en cambio un equipo de la Segunda División tomando ese lugar vacío.[8]

### Cuartos de final

#### Irapuato - Dorados
| 27 de abril de 2011, 20:00 (UTC -6) | Dorados | 0:0     | Irapuato | Estadio Banorte, Culiacán, Sinaloa                                     |                                                                        |
|                                     |         | Reporte |          | Asistencia: 14,000 espectadores Árbitro(s): Baruch Absalón Castellanos | Asistencia: 14,000 espectadores Árbitro(s): Baruch Absalón Castellanos |

| 30 de abril de 2011, 20:00 (UTC -5) | Irapuato          | 1:1     | Dorados            | Estadio Sergio León Chávez, Irapuato, Guanajuato                      |                                                                       |
|                                     | Blanco 76' (pen.) | Reporte | 38' Flores Chandía | Asistencia: 18,000 espectadores Árbitro(s): Jorge Antonio Pérez Durán | Asistencia: 18,000 espectadores Árbitro(s): Jorge Antonio Pérez Durán |

#### Atlante UTN - Correcaminos UAT
| 28 de abril de 2011, 20:30 (UTC -5) | Correcaminos UAT    | 1:1 | Atlante UTN           | Estadio Marte R. Gómez, Ciudad Victoria, Tamaulipas                   |                                                                       |
|                                     | Jiménez Morales 63' |     | 58' Atilano Hernández | Asistencia: 17,500 espectadores Árbitro(s): Mario Alonso Villa García | Asistencia: 17,500 espectadores Árbitro(s): Mario Alonso Villa García |

| 1 de mayo de 2011, 12:00 (UTC -5) | Atlante UTN     | 1:0     | Correcaminos UAT | Estadio Universidad Tecnológica de Nezahualcóyotl, Nezahualcóyotl, Estado de México |                                                                     |
|                                   | Mejía Campo 16' | Reporte |                  | Asistencia: 6,000 espectadores Árbitro(s): César Esteban Moreno Roa                 | Asistencia: 6,000 espectadores Árbitro(s): César Esteban Moreno Roa |

#### Club Tijuana - Cruz Azul Hidalgo
| 28 de abril de 2011, 16:00 (UTC -5) | Cruz Azul Hidalgo      | 2:2     | Club Tijuana                      | Estadio 10 de diciembre, Jasso, Hidalgo                                  |                                                                          |
|                                     | Marín González 64' 69' | Reporte | 12' Corona Crespín · 74' Enríquez | Asistencia: 3,000 espectadores Árbitro(s): César Arturo Ramos Palazuelos | Asistencia: 3,000 espectadores Árbitro(s): César Arturo Ramos Palazuelos |

| 1 de mayo de 2011, 13:00 (UTC -7) | Club Tijuana                                                                 | 5:1     | Cruz Azul Hidalgo | Estadio Caliente, Tijuana, Baja California                    |                                                               |
|                                   | Yacuzzi 19' 84' · Enríquez Arambula 26' · Gerk Larrea 31' · Molina Nuñez 35' | Reporte | 85'García Gamboa  | Asistencia: 14,400 espectadores Árbitro(s): Óscar Macias Romo | Asistencia: 14,400 espectadores Árbitro(s): Óscar Macias Romo |

### Semifinales

#### Club Tijuana - León
| 4 de mayo de 2011, 12:00 (UTC -7) | Club Tijuana         | 1:0     | León | Estadio Caliente, Tijuana                                             |                                                                       |
|                                   | Alejandro Molina 70' | Reporte |      | Asistencia: 14,000 espectadores Árbitro(s): Jorge Antonio Pérez Duran | Asistencia: 14,000 espectadores Árbitro(s): Jorge Antonio Pérez Duran |

| 7 de mayo de 2011, 20:00 (UTC -5) | León | 0:2     | Club Tijuana                        | Estadio León, León, Guanajuato                                   |                                                                  |
|                                   |      | Reporte | 19' Joshua Abrego · 67' Luis Orozco | Asistencia: 22,000 espectadores Árbitro(s): Israel Perea Vazques | Asistencia: 22,000 espectadores Árbitro(s): Israel Perea Vazques |

#### Atlante UTN - Irapuato
| 4 de mayo de 2011, 15:45 (UTC -5) | Atlante UTN        | 1:0     | Irapuato | Estadio Neza 86, Nezahualcóyotl                                           |                                                                           |
|                                   | Luciano Emilio 43' | Reporte |          | Asistencia: 22,000 espectadores Árbitro(s): Cesar Arturo Ramos Palazuelos | Asistencia: 22,000 espectadores Árbitro(s): Cesar Arturo Ramos Palazuelos |

| 7 de mayo de 2011, 18:00 (UTC -5) | Irapuato                                      | 2:0     | Atlante UTN | Estadio Sergio León Chávez, Irapuato                              |                                                                   |
|                                   | Ariel Gonzáles 18' · Juan Carlos Arellano 54' | Reporte |             | Asistencia: 20,000 espectadores Árbitro(s): Antony Zanjuampa Rojo | Asistencia: 20,000 espectadores Árbitro(s): Antony Zanjuampa Rojo |

### Final

#### Irapuato - Club Tijuana
| 11 de mayo de 2011, 13:00 (UTC -7) | Club Tijuana         | 1:1     | Irapuato               | Estadio Caliente, Tijuana                                                 |                                                                           |
|                                    | Alejandro Molina 61' | Reporte | 7' Luis Alberto Valdés | Asistencia: 14,000 espectadores Árbitro(s): César Arturo Ramos Palazuelos | Asistencia: 14,000 espectadores Árbitro(s): César Arturo Ramos Palazuelos |

| 14 de mayo de 2011, 19:00 (UTC -5)                                                                                    | Irapuato           | 1:0     | Club Tijuana | Estadio Sergio León Chávez, Irapuato                          |                                                               |
| | Cruz Gutiérrez 85' | Reporte |              | Asistencia: 25,590 espectadores Árbitro(s): Óscar Macias Romo | Asistencia: 25,590 espectadores Árbitro(s): Óscar Macias Romo |
| Irapuato, campeón del Torneo Clausura 2011, pasó a la final por el ascenso a Primera División contra el Club Tijuana. |                    |         |              |                                                               |                                                               |

|                              |
| CAMPEÓN Irapuato (4° título) |

## Goleadores Fase Regular
Simbología:

: goles anotados.

: nacionalidad.

| Jugador                 | Club              | Anotado |
| ----------------------- | ----------------- | ------- |
| Blas Pérez              | León              | 14      |
| Ariel González          | Irapuato          | 12      |
| Roberto Nicolás Saucedo | Correcaminos UAT  | 10      |
| Juan Manuel Sara        | Lobos BUAP        | 10      |
| Jair García             | Cruz Azul Hidalgo | 9       |

| Predecesor: Apertura 2010 | Temporadas de la Liga de Ascenso de México Clausura 2011 | Sucesor: Apertura 2011 |